# Lophiocharon trisignatus
Lophiocharon trisignatus är en fiskart som först beskrevs av Richardson, 1844.  Lophiocharon trisignatus ingår i släktet Lophiocharon och familjen Antennariidae. Inga underarter finns listade i Catalogue of Life.